# Ардиго, Роберто
Робе́рто Ардиго́ (итал. Roberto Ardigò; 28 января 1828, Кастельдидоне — 15 сентября 1920, Мантуя) — итальянский философ-позитивист, психолог.

## Биография

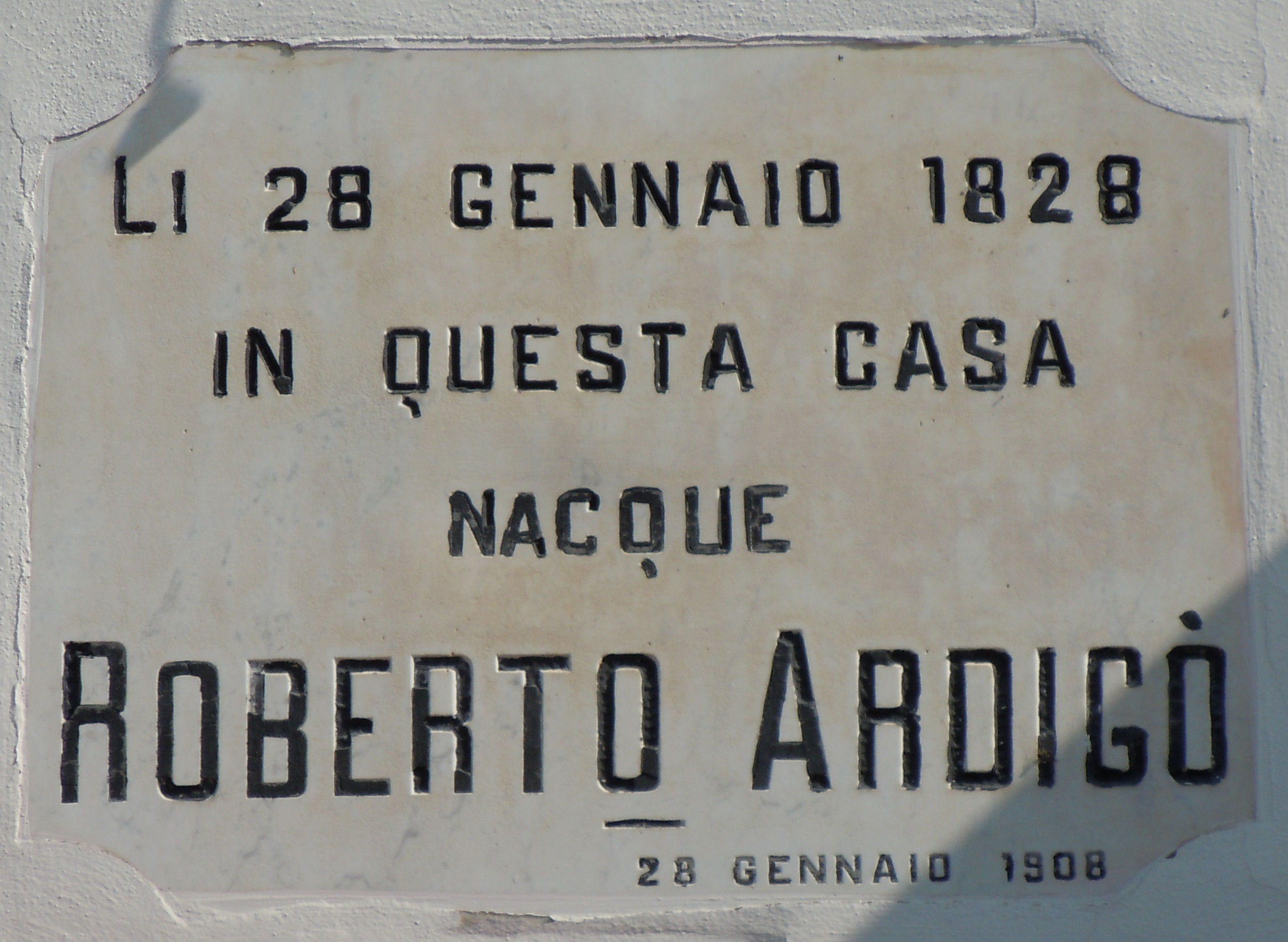
Мемориальная доска на доме, в котором родился Ардиго

Родился 28 января 1828 года в Кастельдидоне.
Первоначально был каноником католической церкви в Мантуе, однако под влияниям своих философских изысканий отказался от сана. В это время, пережив сильный мировоззренческий кризис, он перешёл на позиции позитивистов, эволюционистов и атеистов, и в итоге был отлучён от церкви. C 1881 по 1909 год был профессором в Падуанском университете.
Ardigò was born in Casteldidone, in what is now the province of Cremona, in Lombardy, and trained for the priesthood. He resigned from the Church in 1871 after abandoning theology and faith in 1869. He was appointed as a professor of theology at the University of Padua in 1881, at a time when a reaction to idealism had taken place in philosophical circles. 
Покончил жизнь самоубийством в возрасте 92 лет в Мантуе 15 сентября 1920 года.

## Учение

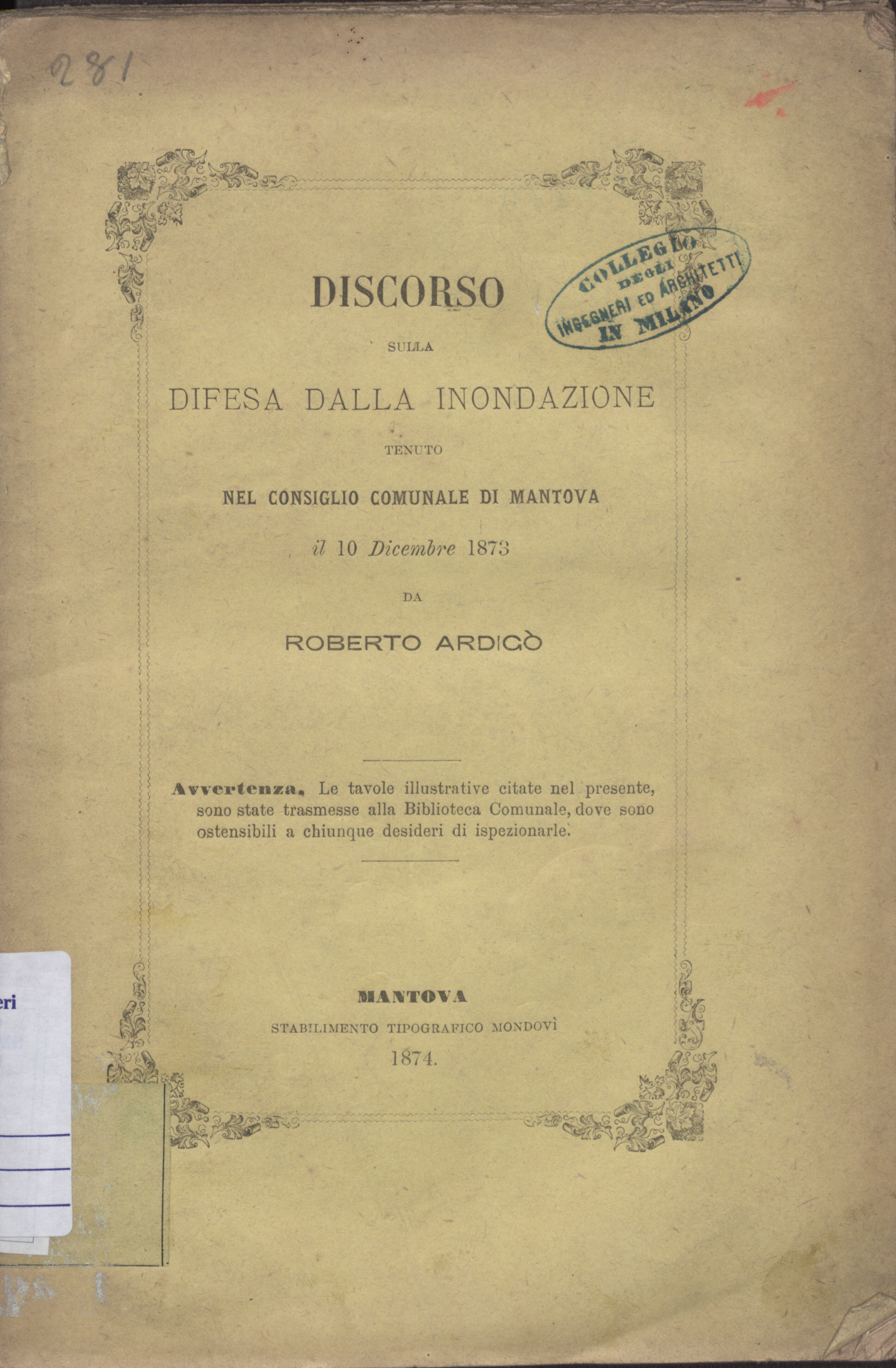
Discorso sulla difesa dalla inondazione (1874)

Влияние на становление философских взглядов Ардиго оказали не только позитивисты (в частности Герберт Спенсер), но и также представители натурфилософии эпохи Возрождения такие как Джордано Бруно и Пьетро Помпонацци, за последним он признавал основополагающую роль в становлении позитивного метода.
Ардиго, в отличие от позитивистов Англии и Франции, не отрицал самостоятельного значения философии как науки. Взгляды итальянского мыслителя имели и как субъективно-идеалистические тенденции, так и механистические, причем последние преобладали. Философию по Ардиго делится на две части: 1) философия специальных наук, в которую входит психология (включающая в себя логику, теорию познания и эстетику), а также социология (этика, науку вкуса и экономику); 2) философия общей науки, или ператология (от др.-греч. πέρᾰς — перас, «предел, граница»). Ператология, согласно Ардиго, имеет функцию синтеза наиболее общих результатов научного знания.
Мир, согласно Ардиго, есть бесконечный ряд «естественных образований», которые возникают путем «различения» из «неразличимого». В структуре мира и движении всё механически детерминировано. Человек, социум и мысль отдельного человека — всё это включено в гармоничную систему космоса, на основании этого был привязан интерес Ардиго к проблемам этики, психологии и педагогики.
Признавая авторитет Спенсера, Ардиго раскритиковал его за идею непознаваемого, утверждая, что эта идея не соответствует духу позитивизма. Анализируя её, Ардиго отмечает, что понятие «непознаваемое» извлечено из самого порядка наших эмпирических знаний, представленных воображением в их расширении до бесконечности, что вызывает вопрос о необходимости занимать противоположную позицию, если данные полученные благодаря чувствам, данные опыта говорят в пользу познаваемости. Непознаваемость — отношение между настоящим и будущим, которое установлено нашими знаниями. Также, если допустить, что познание части осуществляется опытным путем, познание целого должно также осуществляться этим путем, даже если в данным момент времени это целое недоступно познанию и не будет доступно никогда. Другими словами, тотальность реальности может быть бесконечно недоступной для мысли и для технического прогресса, однако это вовсе не означает, что этот факт меняет природу реальности, которая эмпирически в любом случае в принципе доступна для познания. Из этого Ардиго делает вывод, что непознаваемое, о котором говорит Спенсер, это просто ещё не познанное, и мысль должна делать усилия, чтобы постепенно его проанализировать и «различить».
Согласно его идеям, близким впоследствии к позитивной психологии, феномен воли является одним целым с импульсивностью ощущения, которое понимается как реальность целостного психически данного. Перманентность ощущения делает возможным непрерывность сознания вообще. Соотносительность индивида с его окружением и длительность ощущения позволяют преобразовать единичное ощущение и представление — форму существования в душе индивида внешней среды. При помощи окружающей среды воля постепенно вырабатывается по отношению к представлению и ощущению в качестве самостоятельного уровня взаимодействия.

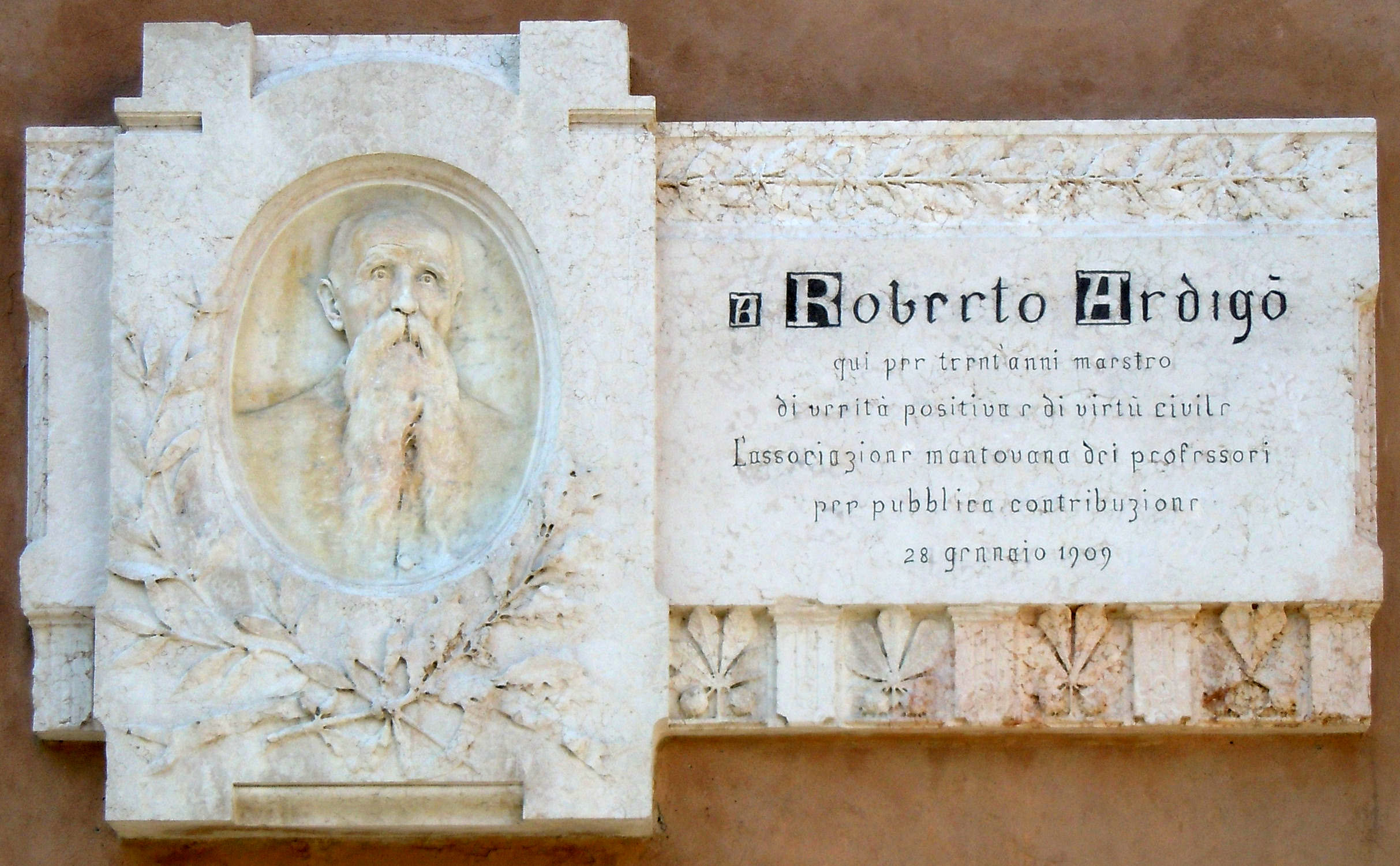
Мемориальная доска в Мантуе

Ардиго считал свободу дисциплинированным множеством импульсивно-тормозных систем, которые лежат в основе механизма формирования привычек. Отсюда нельзя требовать от человека поведения, кроме того, которое уже у него уже успело сложиться под влиянием естественных причин и благодаря предрасположенности.
Психологические корни религии им отрицались, поскольку Ардиго считал, что механизм биологической адаптации помогает человеку приспособиться к любым условиям и в отсутствии надежды в будущей жизни обрести счастье.
Мораль в представлении Ардиго должна выполнять социальную функцию. В свою очередь моральный долг рассматривается как тождественный юридической норме.
В области политической философии он занимался развитием демократических идей, и утверждал, что моралью позитивистов является альтруизм.

## Труды
- Discorso su Pietro Pomponazzi, 1869;
- La psicologia come scienza positiva, 1870;
- La formazione naturale nel fatto del sistema solare, 1877;
- La morale dei positivisti, 1879;
- Il fatto psicologico della percezione, 1882.
- Il vero, 1891.
- La scienza della educazione, 1893;
- La ragione, 1894;
- L’unità della coscienza, 1898;
- Scritti vari, 1922.